# Dirección General de Política Energética y Minas
La Dirección General de Política Energética y Minas (DGPEM) de España es el órgano directivo del Ministerio para la Transición Ecológica y el Reto Demográfico, adscrito a la Secretaría de Estado de Energía, que asume las funciones del Gobierno de la Nación relativas al establecimiento de la política general en relación con los sectores de la energía y la minería.

## Historia
La DGPEM se crea en mayo de 2000, integrada en la Secretaría de Estado de Economía, de la Energía y de la Pequeña y Mediana Empresa del Ministerio de Economía. Este órgano directivo era el resultado de la refundición de las direcciones generales de Minas y de la Energía del extinto Ministerio de Industria y Energía. Originalmente se estructuraba a través de cinco subdirecciones generales: de Hidrocarburos, de Energía Eléctrica, de Energía Nuclear, de Planificación Energética, y de Minas.
En 2002 pasó a depender de la Secretaría de Estado de Energía, Desarrollo Industrial y de la Pequeña y Mediana Empresa. Dos años más tarde, se integra en el Ministerio de Industria, Turismo y Comercio, dependiendo de la Secretaría General de Energía. En 2006 pierde la Subdirección General de Planificación Energética, que pasa a depender directamente de la Secretaría General.
En 2009, el ministro de Industria, Miguel Sebastián, reforma la planta ministerial recuperando la Secretaría de Estado de Energía, en perjuicio de la Secretaría General que se suprime. En julio de 2011, la dirección general recupera la Subdirección General de Planificación Energética.
Un nuevo cambio, y posiblemente el más relevante, lo sufre en octubre de 2017. Con esta reforma se precisan aún más las funciones que posee el órgano directivo y se aumenta su estructura orgánica de cinco a siete subdirecciones generales, creándose las subdirecciones generales de Energías Renovables y Estudios, de Eficiencia Energética y de Inspecciones y Liquidaciones Energéticas, y desapareciendo al mismo tiempo la Subdirección General de Planificación Energética y Seguimiento.
En junio de 2018, por primera vez, la política energética se integra en un departamento independiente dedicado a los retos medioambientales, el Ministerio para la Transición Ecológica.
En 2023, debido a la abundante demanda de instalación de energías renovables y la consecuente saturación administrativa, se creó una División de Proyectos de Energía Eléctrica. A finales de ese mismo año, con la creación de la Dirección General de Planificación y Coordinación Energética, esta perdió funciones relacionadas con la energía nuclear, residuos y temas de ahorro y eficiencia energética. A pesar de esto, no redujo su estructura, pues se crearon dos nuevas subdirecciones para unificar funciones que ya tenía, a saber: una para Infraestructuras e Integración del Sistema Energético y otra para Almacenamiento y Flexibilidad.

## Funciones
Las funciones de la Dirección General se regulan en el artículo 3 del Real Decreto 503/2024:
1. Asistir a la Secretaría de Estado en el ejercicio de sus funciones, dentro de su ámbito competencial y en coordinación con la Dirección General de Planificación y Coordinación Energética.
2. La ordenación general de los sectores energético y minero, en los términos de la legislación vigente.
3. La elaboración de iniciativas normativas y su seguimiento en el marco de las competencias de la Administración General del Estado, en las materias de minería, hidrocarburos y nuevos combustibles, energía eléctrica, energías renovables, liquidaciones e inspecciones, así como la elaboración de las propuestas necesarias para la adaptación, en su caso, a la normativa de la Unión Europea.
4. La elaboración de propuestas sobre regulación energética de los sistemas no peninsulares, operación de los sistemas y medidas, en el marco de las competencias de la Administración General del Estado; así como la regulación de los mecanismos de capacidad.
5. La elaboración y tramitación de las autorizaciones de las instalaciones y de los sujetos que operan en el sector energético, el control de las obligaciones que les son exigibles; la adopción de los acuerdos de inicio, la instrucción y, en su caso, la resolución de los expedientes sancionadores por las infracciones previstas en la normativa vigente en materia de energía, cuando sea competencia de la Administración General del Estado.
6. La propuesta de otorgamiento y tramitación de autorizaciones, permisos y concesiones de explotación de hidrocarburos y su seguimiento y control, en el marco de las competencias de la Administración General del Estado.
7. La gestión de los registros administrativos que correspondan a la Administración General del Estado, de acuerdo con la normativa vigente en materia de energía y minas, así como la expedición de certificados sobre su contenido.
8. Las funciones relativas a la organización y funcionamiento de los mercados de producción de electricidad y de gas natural y de nuevos combustibles, en los términos que establezca la legislación vigente, en el ámbito de sus competencias.
9. La planificación indicativa y vinculante y el seguimiento de infraestructuras energéticas, junto con los órganos competentes.
10. El análisis y seguimiento del abastecimiento de materias primas minerales, en general, y de aquellas que tienen relevancia para la defensa nacional.
11. La mejora de la seguridad en las minas dentro del ámbito de las competencias del Ministerio, y en particular, el fomento de la investigación, el desarrollo tecnológico y la competitividad de la minería.
12. Las relativas a explosivos, cartuchería y pirotecnia, dentro del ámbito de las competencias atribuidas al Ministerio.
13. La elaboración de las propuestas relativas a la determinación de especificaciones y calidades de hidrocarburos y de los nuevos combustibles, así como la regulación básica sobre condiciones técnicas, calidad y garantía de seguridad en instalaciones energéticas y mineras, y la elaboración, seguimiento y desarrollo de programas y actuaciones en materia de calidad y seguridad de los equipos y productos utilizados en la actividad minera.
14. La elaboración de propuestas relativas a planificación en materia de seguridad minera, así como la elaboración, coordinación y análisis de estudios y estadísticas mineras, en coordinación con la Subsecretaría.
15. La formulación de propuestas para el fomento de las energías renovables.
16. La elaboración de propuestas dirigidas al impulso de la flexibilidad del sistema energético y el fomento del almacenamiento energético.
17. La elaboración de propuestas relativas a la determinación de la liquidación de los costes e ingresos de transporte y distribución de energía eléctrica y de gas, de los costes permanentes del sistema eléctrico o gasista.
18. La inspección, cuando sea competencia de la Administración General del Estado, del cumplimiento de las condiciones técnicas de las instalaciones, de los requisitos establecidos en las autorizaciones, las condiciones económicas y actuaciones de los sujetos en cuanto puedan afectar a la aplicación de los peajes, cargos de los sistemas eléctrico y gasista, cánones del almacenamiento subterráneo, precios y criterios de remuneración de las actividades energéticas de las que es competente, la disponibilidad efectiva de las instalaciones eléctricas y gasistas, la correcta facturación y condiciones de venta de las empresas distribuidoras, en lo que se refiere al acceso a las redes, y comercializadoras a consumidores y clientes cualificados, la continuidad del suministro y la calidad del servicio.
19. La supervisión del mercado de hidrocarburos líquidos.
20. La propuesta de otorgamiento y tramitación de autorizaciones, permisos y concesiones de explotación de los yacimientos minerales y demás recursos geológicos e hidrogeológicos, en el marco de las competencias de la Administración General del Estado.
21. Cualesquiera otras relativas a los sectores de energía y de minas que el ordenamiento jurídico atribuya al Departamento y que no estén específicamente asignadas a otros órganos.

## Estructura
De la Dirección General dependen los siguientes órganos directivos, a través de los cuales ejerce sus competencias:
- La Subdirección General de Hidrocarburos y Nuevos Combustibles, que ejerce las funciones relacionadas en los puntos 1 a 9, 13, 17 a 19 y 21 del apartado anterior en el ámbito del sector de los hidrocarburos y nuevos combustibles.
- La Subdirección General de Energía Eléctrica, que ejerce las funciones relacionadas en los puntos 1 a 5, 7 a 9, 13, 17, 18 y 21 del apartado anterior, en el ámbito del sector eléctrico.
- La Subdirección General de Minas, que ejerce las funciones relacionadas en los puntos 1 a 3, 5, 7, 10 a 14, 20 y 21 del apartado 1, en el ámbito del minero.
- La Subdirección General de Energías Renovables, que ejerce las funciones relacionadas en los puntos 1 a 5, 7, 15 a 17 y 21 del apartado anterior, en el ámbito de las energías renovables, cogeneración y residuos.
- La Subdirección General de Infraestructuras e Integración del Sistema Energético, que ejerce las funciones relacionadas en los puntos 1 a 3 y 9 del apartado anterior y de la que depende la División de Proyectos de Energía Eléctrica, que ejerce las funciones del punto 5 en el ámbito del sector eléctrico y, en particular, las establecidas en el artículo 2 de la Orden TED/189/2023, de 21 de febrero.
- La Subdirección General de Almacenamiento y Flexibilidad, que ejerce las funciones relacionadas en los puntos 1 a 3 y 16 del apartado anterior.

## Presupuesto
La Dirección General de Política Energética y Minas tiene un presupuesto asignado de 30 139 950 € para el año 2023. De acuerdo con los Presupuestos Generales del Estado de 2023, la DGPEM participa en dos programas:
| Nº Programa                               | Programa                                  | Dotación     | Ref.   |
| ----------------------------------------- | ----------------------------------------- | ------------ | ------ |
| 423N                                      | Explotación minera                        | 14 409 040 € | [ 11 ] |
| 425A                                      | Normativa y desarrollo energético         | 15 730 910 € | [ 12 ] |
| Total presupuesto de la Dirección General | Total presupuesto de la Dirección General | 30 139 950 € |        |

## Directores generales
1. Carmen Becerril Martínez (2000-2004)
2. Jorge Sanz Oliva (2004-2009)
3. Antonio Hernández García (2009-2011)
4. Jaime Suárez Pérez-Lucas (2012-2014)
5. María Teresa Baquedano Martín (2014-2018)
6. María Jesús Martín Martínez (2018-2020)[13]
7. Manuel García Hernández (2020-presente)[14]